# Landkreis Göppingen
Landkreis Göppingen is een Landkreis in de Duitse deelstaat Baden-Württemberg. Op 31 december 2020 telde de Landkreis 258.781 inwoners op een oppervlakte van 642,36 km². Kreisstadt is de gelijknamige stad.

## Steden en gemeenten
De volgende steden liggen in de Landkreis:
| Steden | Gemeenten |
| --- | --- |
| 1. Donzdorf 2. Ebersbach an der Fils 3. Eislingen/Fils 4. Geislingen an der Steige 5. Göppingen 6. Lauterstein 7. Süßen 8. Uhingen 9. Wiesensteig | 1. Adelberg 2. Aichelberg 3. Albershausen 4. Bad Boll 5. Bad Ditzenbach 6. Bad Überkingen 7. Birenbach 8. Böhmenkirch 9. Börtlingen 10. Deggingen 11. Drackenstein 12. Dürnau 13. Eschenbach 14. Gammelshausen 15. Gingen an der Fils 16. Gruibingen 17. Hattenhofen 18. Heiningen 19. Hohenstadt 20. Kuchen 21. Mühlhausen im Täle 22. Ottenbach 23. Rechberghausen 24. Salach 25. Schlat 26. Schlierbach 27. Wäschenbeuren 28. Wangen 29. Zell unter Aichelberg |

### Samenwerkingsverbanden
De samenwerkingsverbanden in de Landkreis hebben 2 verschillende namen, namelijk:
- Vereinbarte Verwaltungsgemeinschaften
- Gemeindeverwaltungsverbände

De lichtere van die twee is de Vereinbarte Verwaltungsgemeinschaft. Bij deze vorm van samenwerking worden de minimale wettelijke taken toebedeeld aan de 'vervullende gemeente'. De term 'vervullende gemeente' wil zeggen de gemeente die de wettelijke taken uitvoert voor het samenwerkingsverband.

 De Verwaltungsgemeinschaften zijn:
- Deggingen (Bad Ditzenbach, Deggingen)
- Ebersbach an der Fils (Ebersbach an der Fils, Schlierbach)
- Geislingen an der Steige (Bad Überkingen, Geislingen an der Steige, Kuchen)
- Göppingen (Göppingen, Schlat, Wäschenbeuren, Wangen bei Göppingen)
- Uhingen (Albershausen, Uhingen)

 De Gemeindeverwaltungsverbände zijn:
- Eislingen-Ottenbach-Salach (Eislingen/Fils, Ottenbach, Salach)
- Mittleres Fils-Lautertal (Donzdorf, Gingen an der Fils, Lauterstein, Süßen)
- Oberes Filstal (Drackenstein, Gruibingen, Hohenstadt und Mühlhausen im Täle, Wiesensteig)
- Östlicher Schurwald (Adelberg, Birenbach, Börtlingen, Rechberghausen)
- Raum Bad Boll (Aichelberg, Boll, Dürnau, Gammelshausen, Hattenhofen, Zell unter Aichelberg)
- Voralb (Eschenbach, Heiningen)

Alb-Donau-Kreis · Baden-Baden · Biberach · Bodenseekreis · Böblingen · Breisgau-Hochschwarzwald · Calw · Emmendingen · Enzkreis · Esslingen · Freiburg im Breisgau · Freudenstadt · Göppingen · Heidelberg · Heidenheim · Heilbronn (stad) · Landkreis Heilbronn · Hohenlohe · Karlsruhe (stad) · Landkreis Karlsruhe · Konstanz · Lörrach · Ludwigsburg · Main-Tauber-Kreis  · Mannheim · Neckar-Odenwald-Kreis · Ortenaukreis · Ostalbkreis · Pforzheim · Rastatt · Ravensburg · Rems-Murr-Kreis · Reutlingen · Rhein-Neckar-Kreis · Rottweil · Schwäbisch Hall · Schwarzwald-Baar-Kreis · Sigmaringen · Stuttgart · Tübingen · Tuttlingen · Ulm · Waldshut · Zollernalbkreis
Adelberg ·
Aichelberg ·
Albershausen ·
Bad Boll ·
Bad Ditzenbach ·
Bad Überkingen ·
Birenbach ·
Böhmenkirch ·
Börtlingen ·
Deggingen ·
Donzdorf ·
Drackenstein ·
Dürnau ·
Ebersbach an der Fils ·
Eislingen/Fils ·
Eschenbach ·
Gammelshausen ·
Geislingen an der Steige ·
Gingen an der Fils ·
Göppingen ·
Gruibingen ·
Hattenhofen ·
Heiningen ·
Hohenstadt ·
Kuchen ·
Lauterstein ·
Mühlhausen im Täle ·
Ottenbach ·
Rechberghausen ·
Salach ·
Schlat ·
Schlierbach ·
Süßen ·
Uhingen ·
Wangen ·
Wäschenbeuren ·
Wiesensteig ·
Zell unter Aichelberg